# Меду Мвомо, Реми Жильбер
Реми Жильбер Меду Мвомо (фр. Rémy Sylvestre Medou Mvomo; 25 декабря 1938, Сангмелима, Французская Экваториальная Африка — 1 апреля 2014) — камерунский писатель
-реалист и драматург. Писал на французском языке.

## Биография
В романе «Африка Ба’а» (1969) автор предлагает утопическую модель социально-экономического развития африканских стран на основе традиционной общины, пользующейся завоеваниями технического прогресса.
Его роман «Дневник Фалиу» (1972) отличает «жестокий» реализм, в центре повествования которого г. Дуала после обретения Камеруном политической независимости. Решая конфликт «личность — современный город», Меду Мвомо сочетает призыв к разумным и гуманным социальным отношениям с острой критикой буржуазной действительности.

## Избранные произведения
- «Африка ба’а» (Africa Ba’a, 1969)
- «Моя любовь в чёрно-белом» (Mon amour en noir et blanc , 1971)
- «Дневник Фалиу» (Le Journal de Faliou, 1972)
- La Quadrature du cercle vicieux (1974)
- Les Enchaînés (1979)
- Le Pneu inusable' (1988)